# Нигрецкая, Анастасия Прокофьевна
Анастасия Прокофьевна Нигрецкая (1929, село Слободзея, Тираспольский район, Молдавская АССР, Украинская ССР — неизвестно, Слободзея, Молдавская ССР) — звеньевая колхоза имени Сталина Слободзейского района, Молдавская ССР. Одна из первых восьми тружеников Молдавской ССР, награждённых в 1949 году почётным званием Герой Социалистического Труда.

## Биография
Родилась в 1929 году в крестьянской семье в селе Слободзея (сегодня — город). После окончания местной сельской школы трудилась рядовой колхозницей, звеньевой полеводческого звена в колхозе имени Сталина (позднее — имени 1 мая) Слободзейского района. Член КПСС.
Умело руководила своим звеном. Применяла передовые агротехнические методы, в результате чего значительно возросла урожайность зерновых. В 1948 году звено под её руководством собрало в среднем с каждого гектара по 30,2 центнера пшеницы на участке площадью 21 гектар. Указом Президиума Верховного Совета СССР от 9 марта 1949 года удостоена звания Героя Социалистического Труда за «получение высоких урожаев табака при выполнении колхозом обязательных поставок и контрактации по всем видам сельскохозяйственной продукции, натуроплаты за работу МТС в 1948 году, и обеспеченности семенами всех культур в размере полной потребности для весеннего сева 1949 года» с вручением ордена Ленина и золотой медали «Серп и Молот» (№ 3234).
Трудилась в колхозе до выхода на пенсию. С 1984 года — персональный пенсионер союзного значения. Проживала в Слободзее. Дата смерти не установлена.